# K.u.k. Officierstöchter-Erziehungs-Institut Hernals
Das k.u.k. Officierstöchter-Erziehungs-Institut war eine Ausbildungsstätte für Erzieherinnen zur Zeit der Habsburgermonarchie, zuerst in St. Pölten, dann in Hernals bei Wien.

## Sankt Pölten
Nachdem man in Wien keinen geeigneten und vor allem billigen Standort für das neu zu gründende Institut gefunden hatte, wurde es 1775 in Sankt Pölten in Österreich unter der Enns angesiedelt. Nach längerem Suchen fand man am 25. November 1775 endlich eine geeignete Obervorsteherin (= Heimleiterin) und so konnte in einem gemieteten Haus am 14. Dezember 1775 mit zehn Mädchen der Betrieb aufgenommen werden. Unterrichtet wurden diese Mädchen bei den Englischen Fräulein in einem vom übrigen Schulunterricht getrennten Raum.
1777 übersiedelten das Officierstöchter-Erziehungs-Institut in ein Haus, das näher zu den Englischen Fräulein gelegen war.
Kaiser Joseph II. besuchte 1779 das Institut und zeigte sich sehr zufrieden mit dem Betrieb. So gab er die Anweisung, die Obervorsteherin nicht mit Anweisungen und Belehrungen zu drangsalieren. Von einem Geldgeschenk des Kaisers wurde für jeden Zögling ein silberner Löffel angeschafft.
Zwei Jahre später (1781) lobte der Hofkriegsratspräsident Andreas Hadik von Futak ebenfalls die Obervorsteherin, da sie – je nach den finanziellen Möglichkeiten des Instituts – die Zahl der Ausbildungsplätze für die Mädchen erhöhte.

## Hernals (Wien)

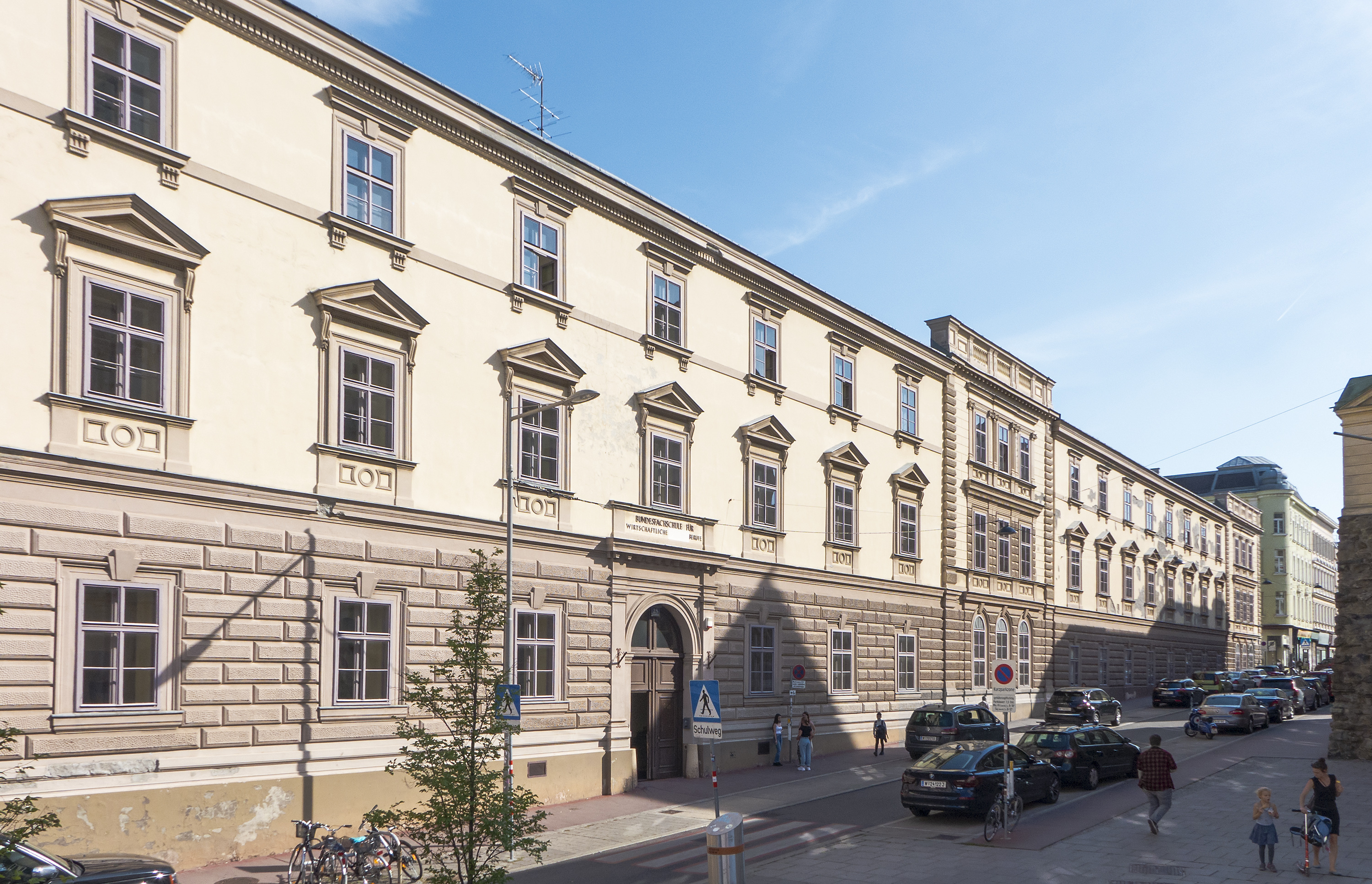
Die Schule in der Kalvarienberggasse

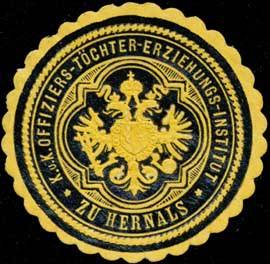
Siegelmarke des K.u.K. Offiziers-Töchter-Erziehungs-Instituts zu Hernals

Ein Handschreiben des Kaisers vom 30. Oktober 1785 wies den Hofkriegsrat an, das Paulinengebäude in Hernals bei Wien sowie einen angrenzenden Acker anzukaufen. Das dafür notwendige Geld überwies Joseph II. dem Hofkriegsrat wenige Tage später. Die Entscheidung, ob das Haus in Sankt Pölten vom Militär weitergenutzt oder verkauft werden sollte, überließ er dem Hofkriegsrat.
Am 6. Oktober 1786 übersiedelten die damals bereits 30 Mädchen aus Sankt Pölten ins ehemalige Klostergebäude der Pauliner-Eremiten in der heutigen Kalvarienberggasse gegenüber der Kalvarienbergkirche in Hernals, im heutigen 17. Wiener Gemeindebezirk.
Bei dieser Gelegenheit stellte Kaiser Joseph II. für das Institut – mit dem er sehr zufrieden war – einige neue Regeln auf. Die Zahl der „Stiftlinge“ erhöhte er auf 40 und legte das Aufnahmealter mit dem vollendeten 8. Lebensjahr fest. Um das Institut nicht zum Versorgungsheim „verkommen“ zu lassen, mussten die Mädchen mit 20 Jahren das Heim verlassen und ihren Lebensunterhalt selbst verdienen.
In einem Vortrag bat am 12. April 1777 der Hofkriegsratspräsident den Kaiser, ehemaligen Schülerinnen, die durch Krankheit oder andere Umstände arbeitsunfähig geworden waren, die Militärpension zuzugestehen. Dies geschah dann am 24. Oktober 1786 und hatte später auch indirekt Auswirkungen auf das k.u.k. Officierstöchter-Erziehungs-Institut Ödenburg.
Am 13. November 1786 besuchte der Kaiser das Institut erstmals in Hernals.
Aufgrund der isolierten Lage zwischen Weingärten und Äckern außerhalb Wiens wurden sechs Militär-Invalide zum Schutz gegen Einbrecher in das Heim verlegt.
Von 1789 bis 1801 leitete die Obervorsteherin des Offizierstöchtererziehungsinstituts auch das 1786 gegründete k.k. Civilmädchen-Pensionat.
Unter der Herrschaft von Kaiser Franz I. wurde der Hofkriegsrat angehalten, aufgrund der katastrophalen Finanzlage des Staates auch das Hernalser Institut zum Sparen anzuhalten, aber „ohne ihm zu nahe zu treten“.
Das Jahr 1808 brachte dem Institut die Anschaffung des ersten Wandspiegels.
Nach der gesunden Rückkehr von Kaiser Franz I. von der Völkerschlacht bei Leipzig beschlossen die niederösterreichischen Herrenstände, für sechs Zöglinge die Unterhaltskosten zu übernehmen. Am 16. Juni 1815 fand die feierliche Einführung des ersten Stiftlings unter Anwesenheit des niederösterreichischen Landmarschalls Graf von Dietrichstein als Vertreter der Stände und des Generals der Kavallerie Fürst Rosenberg als Vertreter des Hofkriegsrats statt.
Ein kaiserliches Handschreiben vom 5. November 1826 ordnete halbjährliche Prüfungen des Bildungsstandes der Mädchen an, ähnlich wie es im k.k. Civil-Mädchen-Pensionat schon üblich war. Dadurch erhielt erstmals die Schulen-Oberaufsicht Einblicke, aber auch Einfluss auf die Verhältnisse im Institut. Der Diözesan-Schulenoberaufseher hatte dem Kaiser über diese Prüfungen einen eingehenden Bericht zu erstatten. An dem von der Oberaufseherin und ihren Unteraufseherinnen erteilten Unterricht fand er nichts auszusetzen, hatte aber einige Verbesserungsvorschläge. Die härteste Kritik betraf den – besonders bei Schlechtwetter – nachlässigen Messbesuch der Schülerinnen am Sonntag. Dies brachte der Oberaufseherin eine strenge Ermahnung des Kaisers ein, den Messbesuch der Mädchen streng zu kontrollieren. Der Antrag der Oberaufseherin auf Einstellung eines geprüften Deutschlehrers wurde vom Hofkriegsrat abgelehnt.
Für eine anlässlich dieser Prüfungen abgehaltenen Feier schrieb Franz Grillparzer ein Gedicht.
Nach Klagen über den allgemeinen baulichen Zustand und die beengten Verhältnisse wurde das Institutsgebäude am 16. März 1854 kommissioniert. Als Ergebnis wurde das Haus renoviert, neue Möbel sowie einige Bilder und Spiegel für die Schlafräume angeschafft. Auf Fürsprache des Armeeoberkommandos gab Kaiser Franz Joseph I. 43.000 Gulden aus der ersten Staats-Wohltätigkeitslotterie frei für einen Zubau, der zwischen 1857 und 1858 errichtet wurde. Aufgrund des dadurch verbesserten Platzangebots genehmigte der Kaiser am 5. November 1857 die Anhebung der Stiftsplätze auf 70.
Das Armee-Oberkommando erteilte am 14. April 1859 den Befehl, dass das Institut den Namen k.k. Officierstöchter-Erziehungs-Institut anzunehmen habe.
Im Jahr 1874 wurde im Kriegsministerium die Idee geboren, zusätzlich zu den Privat-Erzieherinnen auch Lehrerinnen für öffentliche Schulen auszubilden. Für diesen Plan, für den vor allem Geld nötig war (Lehrer, Lehrmittel, …), gewann Adolf von Wurmb, Vorstand der 6. Abteilung im k.k. Reichskriegsministerium Kaiserin Elisabeth als Fürsprecherin. Diese spendete aus Anlass des bevorstehenden hundertjährigen Bestandsjubiläums selbst 10.000 Gulden und rief eine Spendenaktion ins Leben.
Am 21. Juni 1876 bestimmte Kaiser Franz Joseph I. 150.000 Gulden dieser Spendenaktion für einen weiteren Erweiterungsbau und die Renovierung der bestehenden Bauten. 10.000 Gulden sollten für die Einrichtung des Instituts und die Ausstattung der neu aufzunehmenden Stiftlinge verwendet werden. Der Rest des Spendengeldes wurde ebenfalls zugunsten des Instituts angelegt, um die Zahl der Ausbildungsplätze zu erhöhen. Die so gewonnen zusätzlich 43 Plätze bekamen den Namen Kaiserin-Elisabeth-Stiftung.
Die Arbeiten am Zubau, in den auch Wasser aus der I. Wiener Hochquellenwasserleitung eingeleitet wurde, begannen am 29. Juli 1876.
Das Jahr 1876 brachte aber noch weitere Neuerungen: Das Kriegsministerium ordnete an, dass die Zöglinge einen der beiden Ferienmonate während des Sommers bei ihren Eltern oder anderen Verwandten verbringen durften, sofern diese darum ansuchten, die Reisekosten übernahmen und für eine angemessene Reisebegleitung sorgten. Weiters bekamen die weiblichen Zöglinge einmal im Monat sonntags Ausgang, um die Eltern oder Verwandte besuchen zu können. Einige Jahre später wurde der „Heimaturlaub“ während des Sommers auf die gesamte Dauer der Sommerferien von zwei Monaten erhöht. Mit dieser Maßnahme sollte verhindert werden, dass die zukünftigen Lehrerinnen zu weltfremden Personen erzogen wurden.
Für die langjährige Obervorsteherin, die es gewohnt war, dass die Mädchen schriftlich mit ihren Angehörigen Kontakt hielten oder von diesen im Institut besucht wurden, dieses sonst aber außer zu Messbesuchen kaum verlassen durften, waren die gewährten neuen Freiheiten gemeinsam mit den kommenden Änderungen des Schulbetriebs zu viel. Im Alter von 75 Jahren trat sie in den Ruhestand. Drei der vier Untervorsteherinnen, die mit ihr gemeinsam unterrichtet hatten, verließen ebenfalls das Institut.
Am 1. Jänner 1877 übernahm Adele von Arbter die Leitung des Instituts, gleichzeitig mit ihr traten zwei und wenig später eine dritte neue Untervorsteherin den Dienst an. Die neue Leiterin führte einige Neuerungen für den Schulbetrieb ein, beispielsweise eine regelmäßige Lehrerkonferenz oder auch Glockensignale, die den Beginn und das Ende der Unterrichtsstunden signalisieren sollten.
Der neue Lehrplan für die neue Ausbildungsstätte für die Lehrerinnen an Volks- und Bürgerschulen wurde mit Allerhöchster Entschließung durch Kaiser Franz Joseph I. am 24. Juli 1877 genehmigt und anschließend veröffentlicht. Daraufhin wurde das Lehrpersonal des Instituts aufgestockt. Neue Unterrichtsgegenstände waren Geometrie, Buchführung, Gesang, Haushaltskunde und Turnen. Zusätzlich standen je nach der Nationalität der Schülerinnen auch noch die böhmische (tschechische) oder ungarische Sprache auf dem Lehrplan.
Nachdem der Kaiser und die Kaiserin Elisabeth schon am 18. Februar das Institut besucht hatten, so kamen sie am 4. Oktober des gleichen Jahres aus Anlass der Eröffnung des neu errichteten Traktes (Elisabeth-Trakt) nach Hernals.
Ebenfalls 1877 wurde die Art der Zusammenarbeit der beiden Offizierstöchter-Institute geregelt. Die neu zugegangenen Zöglinge erhielten in Ödenburg den Volksschul- und Bürgerschulunterricht. War dieses Ziel erreicht, übersiedelten sie nach Hernals, um hier die pädagogische Ausbildung zu erhalten. Für die Zöglinge aus Ödenburg brachte diese Regelung den Vorteil, dass auch sie in den Genuss der noch auf Kaiser Joseph II. zurückgehenden Militärpension Anrecht hatten. Die ersten 13 Zöglinge wechselten im September des Jahres 1877 nach Hernals.
Mitte Februar des Jahres 1878 brach im Institut eine Typhus-Epidemie aus. Trotzdem kam Kaiserin Elisabeth nach Hernals auf Besuch und ließ sich anschließend regelmäßig über den Gesundheitszustand der erkrankten Mädchen berichten. Auf Anordnung des Reichskriegsministeriums übersiedelte die Obervorsteherin mit 68 gesund gebliebenen Mädchen nach Baden bei Wien in den Sauerhof, um dort das Ende der Epidemie, an der zwei Zöglinge im Institut und ein weiteres Mädchen bei ihrer Familie verstarben, abzuwarten. Erst am 10. Mai konnte die Rückkehr nach Hernals erfolgen.
Nachdem im Jahr 1880 die ersten Schülerinnen erfolgreich die Reifeprüfung ablegten, genehmigte am 1. August 1881 das Reichskriegsministerium auf Bitten und Antrag des Lehrkörpers die Gründung einer Übungsschule für externe Schüler.
Aus Anlass der Silberhochzeit des Kaiserpaares stiftete Kaiser Franz Joseph I. aus seiner Privatschatulle 20 Freiplätze im Offizierstöchterinstitut, Franz-Joseph-Elisabeth-Stiftung genannt. 1881 stiftete der Kaiser anlässlich der Hochzeit des Thronfolgers Rudolf mit Stephanie weitere zehn Freiplätze.
Den wegen der Silbernen Hochzeit am 24. Juli 1879 veranstalteten und von Hans Makart organisierten Festzug auf der Wiener Ringstraße erlebten die Zöglinge des Instituts vom Plateau des äußeren Burgtors mit. Am nächsten Tag sandte die Kaiserin eine Torte nach Hernals, die für 130 Personen reichte.
Am 17. Dezember stellte das Reichskriegsministerium das zuvor als Fabrik für Schießbaumwolle dienende und frisch renovierte Schlösschen von Hirtenberg als Ferienheim zur Verfügung (Sanatorium Hirtenberg).
Mit dem Schuljahr 1881/1882 wurde die Übungsschule eröffnet. Im gleichen Schuljahr kaufte das Reichskriegsministerium für die geplante Erweiterung zwei Häuser an der Hernalser Hauptstraße. Die Grundsteinlegung für den nach Plänen des Architekten Eugen Schweigl zu errichtenden Gartentrakt fand am 15. Oktober 1881 statt. Fertig wurde dieser Bau zu Beginn des Schuljahrs 1883/1884.
Prinz Prisdang von Siam besuchte am 22. November 1881 ebenso das Institut wie wenig später die Kronprinzessin Stephanie. Feldmarschall Erzherzog Albrecht Friedrich von Österreich beehrte am 20. Februar 1882 den Ball der Zöglinge eineinhalb Stunden lang mit seiner Anwesenheit und einer Spende von Bonbons und Orangen. Diese Spende ließ er ab diesem Zeitpunkt alljährlich am Faschingmontag dem Institut zukommen.
Um auch den Schülerinnen des Offizierstöchterinstituts, die dem Lehrplan für die Ausbildung zur Lehrerin nicht gewachsen waren, eine abgeschlossene Berufsausbildung angedeihen zu lassen, beschloss das Kriegsministerium auch die Ausbildung zur Kindergärtnerin einzuführen. Aus diesem Grund wurde im Schuljahr 1882/1883 ein Kindergarten eröffnet (18. September). Für dessen Besuch mussten die Eltern zwei Gulden bezahlen. Der bisher kostenlose Besuch der Übungsschule kostete ab dem Jahr 1883 einen Gulden Schulgeld. Diese Einnahmen mussten an die Militär-Kassa abgeliefert werden.
Da zahlreiche Mädchen nach der Absolvierung des einer Bürgerschule entsprechenden Unterrichts noch zu jung waren für den Eintritt ins Pädagogium (mindestens 15 Jahre) und oft auch zu schwach, wurde im Schuljahr 1887/1888 eine Vorbereitungsklasse eingeführt. Ältere und gut vorbereitete Zöglinge konnten direkt überwechseln.
Am 13. Mai 1888 wurde auf dem heutigen Maria-Theresien-Platz zwischen Naturhistorischem und Kunsthistorischen Museum das Denkmal von Maria Theresia enthüllt. Da diese eine Mitbegründerin des Instituts war, waren auch die Schülerinnen des Offizierstöchter-Erziehungsinstituts dabei. Im Institut fand aus diesem Anlass ein Festmahl statt.
Ursprünglich wurden den Mädchen zum Besuch der Heiligen Messe in der dem Institut gegenüber gelegenen Kalvarienbergkirche zwei Oratorien zum Messbesuch zugewiesen. Mit steigender Zahl der Stiftlinge wurde der Platz zu wenig, so dass man schließlich dazu überging, diese in zwei und später drei Gruppen zu den Messen zu führen. Die Bewilligung des Reichskriegsministeriums, dass ab dem 1. Oktober 1881 mit Zustimmung des Pfarrers von Hernals eine eigene Messe für das Institut abgehalten werden dürfe, half nicht viel. Denn während dieses Gottesdienstes durfte das Kirchentor nicht abgeschlossen werden und so waren auch zahlreiche andere Gläubige anwesend.
Aus diesem Grund ersuchte die Obervorsteherin in einem Schreiben den Vorstand der 6. Abteilung des Reichskriegsministeriums um den Bau einer eigenen Kapelle. Dieses Bauvorhaben wurde beim Kriegsministerium beantragt. Erste unverbindliche Pläne für diese Kapelle und andere dringend benötigte Räumlichkeiten wurden vom Architekten Richard Jordan und dem Stadtbaumeister Josef Schmalzhofer erstellt. Am 23. März 1888 erteilte der neue Kriegsminister Freiherr von Bauer die Genehmigung für den Bau und bereits am 3. April 1888 war Baubeginn.
Eingeweiht werden sollte die fertige Kapelle am 19. November 1888, dem Namenstag des Kaisers. Da dieser aber wegen des Todes von Herzog Max Joseph, des Vaters der Kaiserin Elisabeth, nach Bayern reisen musste, wurde diese Feierlichkeit auf den 21. November verschoben, wo sie dann in Anwesenheit des Kaisers, des Kronprinzen Rudolf und seiner Gattin Stephanie, der Erzherzöge Wilhelm und Rainer, des Ministerpräsidenten Taffee, des Reichskriegsministers Freiherr von Bauer und anderen Würdenträgern geweiht wurde.
Gleichzeitig mit dem Bau der Kapelle und weiteren Räumlichkeiten wurde auch ein eigenes Krankenhaus errichtet. Zu diesem Zweck wurden die im Schuljahr 1881/82 erworbenen Häuser Hernalser Hauptstraße 57 und 59 abgebrochen. Im Parterre des Gebäudes wurden Verkaufsgewölbe errichtet, welche vermietet wurden.
Ein Allerhöchster Befehl vom 17. Oktober 1889 ordnete an, dass von nun an die Armee, all ihre Teile, Organe und Anstalten die Bezeichnung „kaiserlich und königlich“ zu führen hätten – und somit auch die k.u.k. Officierstöchter-Erziehungs-Institute in Hernals und Ödenburg.
Das Ende des Jahres brachte noch zweimal hohen Besuch. Im Oktober besuchte Madame de Reutern vom kaiserlich-russischen Mädchen-Erziehungsinstitut Moskau das Institut und am 19. Dezember die kaiserlich-japanische Prinzessin Arizugawa Takihito.
Die weitere Geschichte des Instituts ist wenig gesichert.

## Geschichte nach 1918
1918 übernahm die Republik Deutschösterreich Schule und Haus, und ab 1920 hieß das Institut Bundeserziehungsanstalt für Mädchen Wien 17. Die Schülerinnen übersiedelten 1934 in die Gebäude der früheren K.k. Franz-Joseph-Militärakademie in der Boerhaavegasse im 3. Bezirk, wo die Schule jetzt als Höhere Internatsschule des Bundes Wien weiter besteht.
Zwischen 1915 und 1935 war die als Geologin und Mineralogin aktive Hilda Adele Theresia Gerhart an der Bundeserziehungsanstalt für Mädchen als Lehrerin tätig.

In der Deutschen Oberschule, die sich bis 1934 als Nachfolgerin im Haus befand, maturierte im Schuljahr 1927/1928 Hertha Firnberg, die zwischen 1971 und 1983 Bundesministerin für Wissenschaft und Forschung wurde.